# William M. Gwin
William McKendree Gwin (9 octobre 1805 – 3 septembre 1885) est un médecin et homme politique américain. Membre du Parti démocrate, il est élu à la Chambre des représentants des États-Unis de 1841 à 1843 en tant que représentant du Mississippi puis au Sénat des États-Unis pour la Californie de 1850 à 1855 et de 1857 à 1861.

## Biographie
William McKendree Gwin est né le 9 octobre 1805 près de Gallatin dans le Tennessee. Il étudie la médecine à l'université Transylvania de Lexington dans le Kentucky et en sort diplômé en 1828. Il pratique la médecine à Clinton dans le Mississippi jusqu'en 1833, date à laquelle il devient marshal pour le Mississippi.
Gwin est élu en 1841 au Congrès des États-Unis en tant que représentant du Mississippi sous les couleurs du Parti démocrate. Il se rend ensuite en Californie en 1849 et siège au Sénat des États-Unis pour la Californie de 1850 à 1855 puis de 1857 à 1861.
Il meurt le 3 septembre 1885 à New York et est enterré au cimetière de Mountain View à Oakland.